# Ahn Bo-hyun
Ahn Bo-hyun (hangul: 안보현, RR: An Bo-hyeon; Busan, 16 de mayo de 1988) es un actor y modelo surcoreano. Desde su debut como actor en 2014, ha aparecido en varias películas y series de televisión. Ahn logró el éxito y marcó un punto de inflexión en su carrera como actor a través de Itaewon Class (2020). Ganó el Premio de Excelencia, Actor en un OTT Drama por sus papeles en Yumi's Cells y My Name en los 8th APAN Star Awards.

## Biografía
Ahn nació en Busan, Corea del Sur, el 16 de mayo de 1988. Como graduado de la Escuela Secundaria de Deportes de Busan, solía participar en competencias de boxeo amateur y anteriormente ganó una medalla de oro. Estudió en la Universidad de Daekyeung de donde se graduó del departamento de modelaje.
En diciembre del 2020 se anunció que se había sometido a una prueba de COVID-19, después de haber tenido contacto con un miembro de un staff que había sido confirmado con COVID-19 y que sus resultados habían dado negativo.

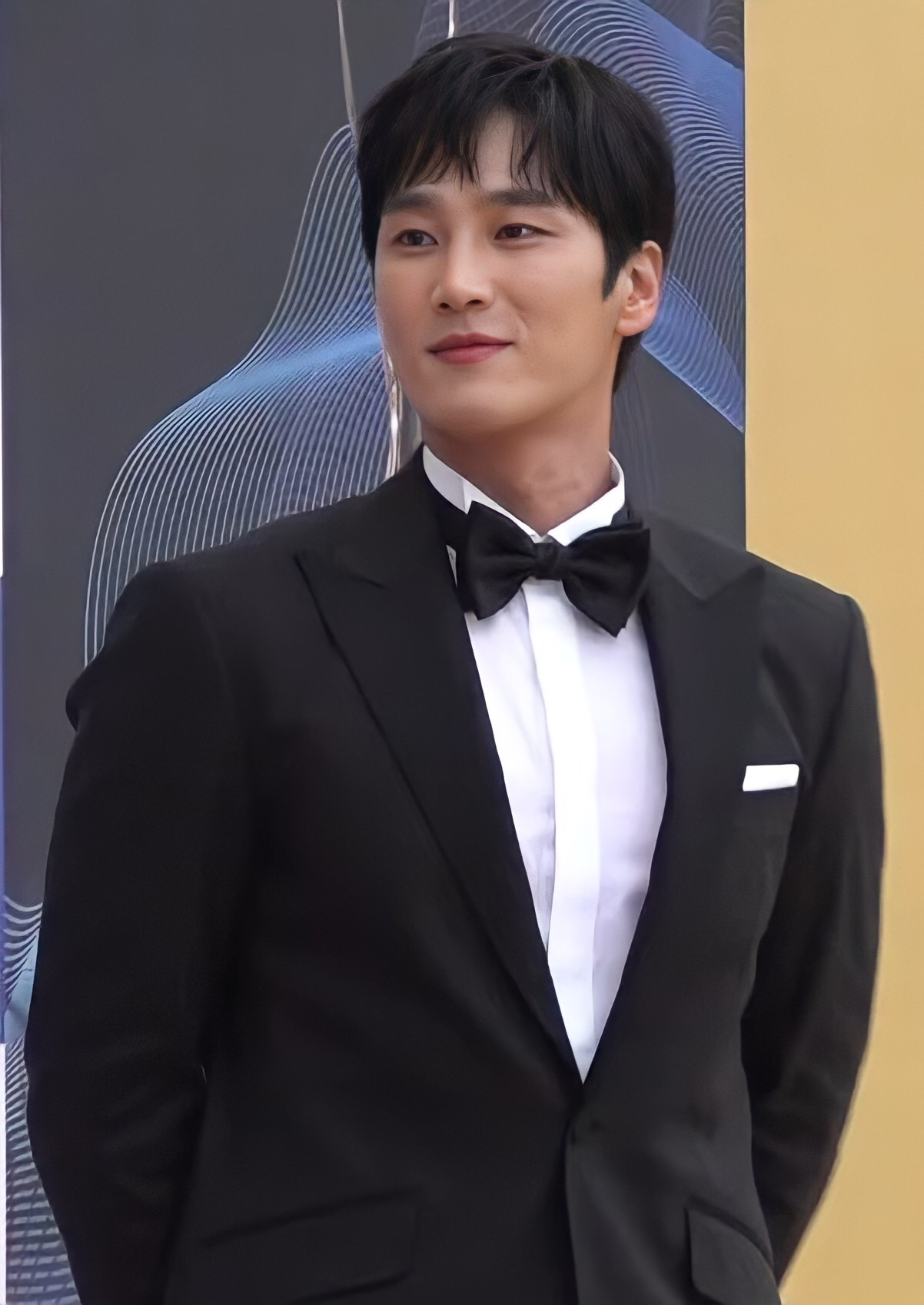
Ahn en julio de 2022.

El 3 de agosto de 2023 las agencias de Ahn Bo-hyun y de la cantante y actriz Jisoo (BLACKPINK) anunciaron que existía una relación sentimental entre ambos. Si bien se mencionó como posible vínculo entre ellos al también actor Jung Hae-in, este lo desmintió y aseguró que desconocía la existencia de dicha relación. El 24 de octubre del mismo año, sin embargo, ambas agencias declararon que sus representados la había dado por terminada, «debido a sus apretadas agendas».

## Carrera
Es miembro de la agencia "FN Entertainment" (FN엔터테인먼트).
Ha apareció en una sesiones fotográficas para Dazed Magazine, "InStyle Magazine", "bnt International", entre otras.
En el 2014 se unió al elenco de la película Hiya (también conocida como "Heeya") donde interpretó a Lee Jin-sang, el hermano de Lee Jin-ho (Hoya).
En 2015 apareció en la serie My Secret Hotel donde dio vida a Sang-hoon, un atractivo y reservado guardia de seguridad, que pronto deberá proteger el hotel "The Secret Hotel" luego de que se presente un caso de asesinato.
En febrero del 2016 se unió al elenco recurrente de la popular serie surcoreana Descendants of the Sun donde interpretó al sargento de primera clase Im Kwang-nam alias "Piccolo", uno de los miembros de las fuerzas armadas de "Tae Baek".
En el 2017 apareció en la serie Girls' Generation 1979 donde dio vida al amigo de Joo Young-choon (Lee Jong-hyun).Ese mismo año se unió al elenco principal de la serie Wednesday 3:30 PM donde interpretó a Baek Seung-kyu. En junio del mismo año se unió a la serie My Only Love Song donde dio vida a Moo-myung.
En el 2018 apareció en la serie Hide and Seek donde interpretó a Baek Do-hoon, el actor Bae Kang-yoo de pequeño. En agosto del mismo año se anunció que se unió al elenco de la película web Dokgo Rewind donde dio vida al exluchador Pyo Tae-jin, quien junto a sus amigos Kang Hyuk (Sehun) y Kim Jong-il (Jo Byung-gyu) luchan contra la violencia escolar.
El 10 de abril del 2019 se unió al elenco principal de la serie Her Private Life donde interpretó a Nam Eun-gi, el amigo de la infancia de Sung Duk-mi (Park Min-young), un medallista olímpico que dirige un gimnasio de judo y que está enamorado en secreto de Duk-mi, hasta el final de la serie el 30 de mayo del mismo año.
En enero del 2020 se unió al elenco de la serie Itaewon Class donde dio vida al egoísta y alborotador Jang Geun-won, el hijo mayor de Jang Dae-hee (Yoo Jae-myung), el dueño de la corporación "Jang Ga Group", hasta el final de la serie el 21 de marzo del mismo año.El 26 de octubre del mismo año se unió al elenco principal de la serie Kairos donde interpretó a Seo Do-kyun, el capaz compañero de trabajo de Kim Seo-jin (Shin Sung-rok) en la empresa de construcción, que en realidad es una persona escurridiza y peligrosa, hasta el final de la serie el 22 de diciembre del mismo año.
En septiembre de 2021 se unió al elenco principal de la serie Yumi's Cells donde da vida a Ku Woong, un desarrollador de juegos que a pesar de parecer indiferente a todo en realidad es una persona romántica.El 15 de octubre del mismo año apareció como parte del elenco principal de la serie My Name (también conocida como "Nemesis") donde interpretó al atractivo Jeon Pil-do, un prometedor jugador nacional de judo que se convierte en un detective para vengarse.
El 28 de febrero de 2022 se unió al elenco principal de la serie Military Prosecutor Doberman donde da vida a Do Bae-man, un fiscal militar que eligió el trabajo por dinero, en realidad no está interesado en su trabajo y solo espera con ansias los días en que pueda quitarse el uniforme militar. La serie se espera sea estrenada en 2022. En abril del mismo año se anunció que estaba en pláticas para unirse al elenco de la serie See You in My 19th Life, donde interpreta a Moon Seo-ha. La serie está basada en el homónimo y popular webtoon de Naver, escrito por Lee Hey.

## Filmografía

### Series de televisión
| Año   | Título                            | Personaje            | Notas              | Ref.          |
| ----- | --------------------------------- | -------------------- | ------------------ | ------------- |
| 2014  | Golden Cross                      | -                    |                    |               |
| 2014  | Two Mothers                       | -                    |                    |               |
| 2014  | My Secret Hotel                   | Sang-hoon            |                    |               |
| 2015  | The Dearest Lady                  | Lee Bong-gil         |                    |               |
| 2016  | Descendants of the Sun            | Sgt. Im Kwang-nam    |                    |               |
| 2016  | After the Show Ends               | Cha Kang-woo         |                    |               |
| 2016  | My Runway                         | Wang Rin             | 6 episodios        |               |
| 2017  | Girls' Generation 1979            | Amigo de Young-choon |                    |               |
| 2017  | Rebel: Thief Who Stole the People | Eunuco del Rey       |                    |               |
| 2017  | Wednesday 3:30 PM                 | Baek Seung-kyu       | 10 episodios       |               |
| 2017  | My Only Love Song                 | Moo-myung            |                    |               |
| 2018  | Hide and Seek                     | Baek Do-hoon         |                    |               |
| 2019  | Her Private Life                  | Nam Eun-gi           | 16 episodios       |               |
| 2020  | Itaewon Class                     | Jang Geun-won        | 16 episodios       |               |
| 2020  | Kairos                            | Seo Do-kyun          | 16 episodios       | [ 40 ]        |
| 2021  | Yumi's Cells                      | Ku Woong             |                    | [ 41 ] [ 42 ] |
| 2021  | My Name                           | Det. Jeon Pil-do     |                    | [ 43 ]        |
| 2022  | Military Prosecutor Doberman      | Do Bae-man           |                    | [ 44 ]        |
| 2022  | Adamas                            | Kwon Min-jo          | Aparición especial | [ 45 ]        |
| 2023  | Nos vemos en mi 19.ª vida         | Moon Seo-ha          | 12 episodios       | [ 39 ]        |
| 2024  | Chaebol X Detective               | Jin Yi-soo           | 16 episodios       | [ 46 ] [ 47 ] |
| Próx. | Hash's Shinru                     | Lee Hyang            |                    | [ 48 ]        |

### Películas
| Año  | Título                 | Personaje     | Notas                                                                                  | Ref.          |
| ---- | ---------------------- | ------------- | -------------------------------------------------------------------------------------- | ------------- |
| 2014 | Hiya                   | Lee Jin-sang  | Junto a Hoya, Kang Sung-mi, Park Cheol-min, Kang Min-ah, Choi Dae-chul y Jung Kyung-ho |               |
| 2018 | Dokgo Rewind           | Pyo Tae-jin   | Junto a Oh Se-hun, Kang Mi-na, Jo Byung-gyu y Jang Eui-soo                             |               |
| 2019 | Memories of a Dead End | Tae Gyu       | Junto a Choi Soo-young, Tanaka Shunsuke, Bae Noo-ri, Dong Hyun-bae y Kaoru Hirata      |               |
| 2022 | 2 O’Clock Date         | Gil Goo       |                                                                                        | [ 49 ]        |
| 2023 | Noryang: Sea of Death  | Yi Hoe        | Junto a Kim Yoon-seok, Baek Yoon-sik, Jung Jae-young y Heo Joon-ho                     | [ 50 ] [ 51 ] |
| 2024 | I, the Executioner     | Min Kang-hoon | Junto a Hwang Jung-min, Jung Hae-in y Oh Dal-su                                        | [ 52 ]        |

### Programas de variedades
| Año  | Título                           | Función  | Notas         | Ref.   |
| ---- | -------------------------------- | -------- | ------------- | ------ |
| 2020 | I Live Alone                     |          | Junto a Sehun | [ 53 ] |
| 2020 | Running Man                      | Invitado | Ep. 497-498   | [ 54 ] |
| 2020 | Knowing Bros (Ask Us Anything)   | Invitado | Ep. 232       | [ 55 ] |
| 2021 | Busted! 3                        | Invitado |               | [ 56 ] |
| 2021 | The Sixth Sense                  | Invitado |               | [ 57 ] |
| 2022 | DoReMi Market (Amazing Saturday) | Invitado | Ep. 201       |        |
| 2022 | Young Actors' Retreat (Youth MT) | Miembro  |               |        |

### Presentador
| Año  | Evento                             | Función                                             | Ref.   |
| ---- | ---------------------------------- | --------------------------------------------------- | ------ |
| 2020 | 2020 MBC Entertainment Awards      | Copresentador - junto a Jun Hyun-moo y Jang Do-yeon | [ 58 ] |
| 2021 | 2021 MAMA (2021 Mnet Music Awards) | Presentador de categoría                            | [ 59 ] |
| 2022 | 36th Golden Disc Awards            | Presentador de categoría                            | [ 60 ] |

## Premios y nominaciones
| Año  | Premio                       | Categoría                                                            | Trabajo       | Resultado |
| ---- | ---------------------------- | -------------------------------------------------------------------- | ------------- | --------- |
| 2020 | 39th MBC Drama Award         | Best New Actor                                                       | Kairos        | Ganó      |
| 2020 | 39th MBC Drama Award         | Excellence Award, Actor in a Monday-Tuesday Miniseries / Short Drama | Kairos        | Nominado  |
| 2020 | 7th APAN Star Award          | Best New Actor                                                       | Itaewon Class | Nominado  |
| 2020 | 2021 Korea First Brand Award | Rising Star Actor                                                    | -             | Ganó      |
| 2020 | 5th Asia Artist Award        | AAA Choice (Actor)                                                   | -             | Ganó      |
| 2020 | 5th Asia Artist Award        | AAA Best Emotive (Actor)                                             | -             | Ganó      |
| 2020 | 5th Asia Artist Award        | Popularity Award (Actor)                                             | -             | Nominado  |
| 2020 | 18th Brand of the Year Award | Best Rising Star Actor                                               | Itaewon Class | Ganó      |
| 2020 | 56th Baeksang Arts Award     | Best New Actor                                                       | Itaewon Class | Nominado  |